# Das Millionenspiel
Das Millionenspiel è un film televisivo tedesco del 1970 diretto da Tom Toelle.
Il film è il primo adattamento del racconto di fantascienza The Prize of Peril (1958) di Robert Sheckley, da cui sono stati tratti in seguito Il prezzo del pericolo (1983) e L'implacabile (1987).